# صوت فيتنام

شعار صوت فايتنام

صوت فيتنام أو اختصارًا (VOV) (أيضًا راديو صوت فيتنام، بالفيتنامية: Đài Tiếng nói Việt Nam) هي محطة الإذاعة العامة الوطنية الفيتنامية. تقع مباشرة تحت سيطرة حكومة فيتنام، وهي مكلفة بنشر سياسات الحزب وقوانين الدولة. 

## تاريخها
قبل عام 1945، مُنع الفيتناميون من امتلاك أجهزة استقبال الراديو، وكان البث يقع تحت سيطرة الحكومة الاستعمارية الفرنسية، التي أنشأت أول محطة إذاعية في فيتنام، راديو سايغون، في أواخر عشرينيات القرن الماضي.
بدأت محطة الإذاعة الوطنية الفيتنامية، المعروفة حاليًا باسم صوت فيتنام، البث من دا لات عقب أسبوع واحد فحسب من إعلان جمهورية فيتنام الديمقراطية بإعلان "هذا صوت فيتنام، يبث من هانوي، عاصمة جمهورية فيتنام الديمقراطية"  خلال حرب فيتنام، عمل راديو هانوي وسيلة دعائية لصالح فيتنام الشمالية. وفي أغسطس 1968، بدأت قناة صوت فيتنام البث على الموجات القصيرة للفيتناميين الذين يعيشون في الخارج. 
في عام 1990، أطلقت صوت فيتنام (VOV) أول محطة إف إم للشبكة، بتردد أصلي 100.0 ميغاهيرتز. في البداية، كانت هذه المحطة مخصّصة لبرامج الموسيقى والترفيه والمعلومات. ثم أصبحت فيما بعد التردد الرئيسي لمحطة الأخبار والعامة (VOV1)، في حين تم نقل محتوى الموسيقى إلى تردد إف إم 102.7 ميغاهيرتز - وهي محطة الموسيقى VOV3 في الوقت الحالي.
منذ عام 2017، بدأت إذاعة صوت فيتنام (VOV) في تشغيل تطبيق VOV Media على الهواتف الذكية، وفي عام 2020، أطلقت منصة VOV LIVE الرقمية التي تضم قناة إذاعية وتلفزيونية مباشرة مع برامج مخصّصة أيضًا.

## الخدمات التي تقدمها

### الراديو
تدير محطة صوت فيتنام (VOV) ثماني محطات إذاعية محلية وطنية وخدمة دولية واحدة، أربع منها متاحة فقط على ترددات FM؛ بالإضافة إلى البث المباشر وميزة معاودة الاستماع مرة أخرى على تطبيقات مثل VOV LIVE وVOV Media.

### التلفاز
- قناة تلفزيونية VOV TV
- شبكة تلفزيون فيتنام
- شبكة التلفزيون الرقمي VTC

## روابط خارجية
- الموقع الرسمي
 باللغة الفيتنامية
- Voice of Vietnam باللغة الإنجليزية